# Norwood Court
Norwood Court és una població dels Estats Units a l'estat de Missouri. Segons el cens del 2000 tenia 1.061 habitants.

## Demografia
Segons el cens del 2000, Norwood Court tenia 1.061 habitants, 583 habitatges, i 240 famílies. La densitat de població era de 2.926,1 habitants per km².
Dels 583 habitatges en un 23,8% hi vivien nens de menys de 18 anys, en un 16,1% hi vivien parelles casades, en un 19,4% dones solteres, i en un 58,8% no eren unitats familiars. En el 51,3% dels habitatges hi vivien persones soles el 7,2% de les quals corresponia a persones de 65 anys o més que vivien soles. El nombre mitjà de persones vivint en cada habitatge era d'1,82 i el nombre mitjà de persones que vivien en cada família era de 2,68.
Per edats la població es repartia de la següent manera: un 21,7% tenia menys de 18 anys, un 10,9% entre 18 i 24, un 41,2% entre 25 i 44, un 18,2% de 45 a 60 i un 8% 65 anys o més.
L'edat mediana era de 31 anys. Per cada 100 dones de 18 o més anys hi havia 83,4 homes.
La renda mediana per habitatge era de 28.375 $ i la renda mediana per família de 28.594 $. Els homes tenien una renda mediana de 29.453 $ mentre que les dones 22.955 $. La renda per capita de la població era de 19.684 $. Entorn del 13% de les famílies i el 13,9% de la població estaven per davall del llindar de pobresa.

## Poblacions més properes
El següent diagrama mostra les poblacions més properes.